# Aktyna jądrowa
Aktyna jądrowa – kurczliwe białko, aktyna, znajdująca się w jądrze komórkowym.

Po raz pierwszy zaobserwowana i opisana w 1977 roku przez Theodore'a Clarka i Roberta Merriama. W swojej publikacji opisali oni białko uzyskane z frakcji jądrowej oocytów platany szponiastej, wykazujące cechy charakterystyczne dla aktyny z mięśni szkieletowych.
Utrzymanie określonego poziomu aktyny w jądrze możliwe jest m.in. dzięki kontroli transportu tego białka przez błonę jądrową. Niskie stężenie aktyny jądrowej, oddziaływanie z białkami wiążącymi aktynę oraz obecność różnych izoform aktyny pozwala jej pełnić szereg funkcji niezbędnych w prawidłowym przebiegu wielu procesów jądrowych.

## Transport aktyny przez błonę jądrową
Aktyna nie posiada w swojej sekwencji sygnału importu do jądra, jednak jej wielkość (około 43 kDa) pozwala na wnikanie do wnętrza jądra na drodze dyfuzji biernej. Wykazana eksperymentalnie znaczna szybkość przemieszczania się aktyny pomiędzy cytoplazmą a jądrem wskazuje jednak na istnienie transportu aktywnego. W imporcie aktyny do jądra (prawdopodobnie w kompleksie z kofiliną) bierze udział białko transportowe importyna. Aktyna zawiera dwa sygnały eksportu z jądra (NES, z ang. nuclear export signal). Wprowadzona do jądra techniką mikroiniekcji zostaje szybko usuwana do cytoplazmy. Jest eksportowana z jądra co najmniej dwiema drogami, m.in. dzięki eksportynie 1 (Exp1) oraz eksportynie 6 (Exp6).
Aktyna jest zatrzymywana w jądrze m.in. dzięki modyfikacji, takiej jak np. SUMOilacja. Dowiedziono, że mutacja uniemożliwiająca SUMOilację powoduje gwałtowny eksport β-aktyny z jądra.
Na podstawie wyników dotychczasowych badań można przedstawić ogólny mechanizm transportu aktyny do jądra:
- Kofilina, wiążąc monomery ADP-aktyny, importuje aktynę z cytoplazmy do wnętrza jądra.
- Dzięki wyższemu stężeniu ATP w jądrze (w porównaniu z cytoplazmą) następuje wymiana ADP na ATP w kompleksie aktyny z kofiliną. Osłabia to siłę wiązania się tych dwóch białek w kompleksie.
- Rozdysocjowanie kompleksu kofilina-aktyna następuje w wyniku fosforylacji kofiliny przez kinazę jądrową LIM.
- Aktyna w jądrze ulega SUMOilacji, dzięki czemu jest tam zatrzymywana.
- Aktyna może tworzyć kompleksy z profiliną i opuszczać jądro z pomocą białka Exp6.

## Organizacja aktyny jądrowej
Obecnie uważa się, że aktyna występuje w jądrze głównie w formie monomerycznej, jednak przyjmuje także formę zarówno oligomerów, jak i krótkich polimerów.
Organizacja aktyny jądrowej różni się w różnych typach komórek. Przykładowo w oocytach Xenopus, gdzie zaobserwowano wyższy poziom aktyny jądrowej, niż ma to miejsce w komórkach somatycznych, aktyna tworzy filamenty stabilizujące strukturę jądra. Dzięki znakowaniu falloidyną skoniugowaną ze znacznikiem fluorescencyjnym struktury te można obserwować mikroskopowo.
W jądrach komórek somatycznych nie udało się jednak zaobserwować filamentów aktyny. Jedynym wyjątkiem są linie komórkowe, które poddawano m.in. modyfikacjom genetycznym, działaniu leków czy szokowi cieplnemu. Obliczenie stopnia spolimeryzowania aktyny metodą pomiaru aktyny jako inhibitora DNazy I pozwoliło stwierdzić, że endogenna aktyna jądrowa występuje głównie w formie monomerycznej. Niski, precyzyjnie kontrolowany poziom aktyny w jądrze komórkowym zapobiega tworzeniu się filamentów. Polimeryzację ogranicza także utrudniony dostęp do monomerów aktyny, związanych w kompleksach z białkami wiążącymi aktynę, głównie z kofiliną.

## Izoformy aktyny w jądrze komórkowym
Izoformy aktyny, mimo dużego podobieństwa sekwencji, charakteryzują się różnymi właściwościami biochemicznymi m.in. różną kinetyką polimeryzacji i depolimeryzacji. Zmiany w poziomie poszczególnych izoform aktyny cytoplazmatycznej mogą mieć znaczenie w istotnych procesach fizjologicznych, takich jak np. wzrost potencjału metastatycznego komórek nowotworowych. Poziom izoform aktyny w cytoplazmie i jądrze komórkowym może też ulegać zmianom w odpowiedzi komórek na stymulację wzrostu czy zatrzymanie aktywności proliferacyjnej i transkrypcyjnej.
Wykazano, że w jądrze komórkowym obecne są różne izoformy aktyny. Prace naukowe dotyczące aktyny jądrowej skupiają się głównie na cytoplazmatycznej izoformie beta. Zastosowanie przeciwciał skierowanych wobec różnych izoform aktyny pozwoliło jednak na identyfikację nie tylko cytoplazmatycznej beta, ale i gamma aktyny w jądrach komórek ludzkiego czerniaka, aktyny alfa mięśni szkieletowych w mysich mioblastach, cytoplazmatycznej izoformy gamma, a także izoformy alfa mięśni gładkich w jądrze płodowych mysich fibroblastów.
Występowanie różnych izoform aktyny w jądrze komórkowym może mieć istotny wpływ na pełnione przez aktynę funkcje, zwłaszcza że poziom poszczególnych izoform może być kontrolowany w niezależny od siebie sposób.

## Funkcje aktyny jądrowej
Funkcje aktyny w jądrze komórkowym wiążą się z jej zdolnością do polimeryzacji, oddziaływania z białkami wiążącymi aktynę oraz z elementami strukturalnymi jądra. Aktyna jądrowa bierze udział w:
- tworzeniu struktur odpowiedzialnych za architekturę jądra – oddziaływanie aktyny, aII-spektryny(inne języki) i innych białek jest istotne dla zachowania prawidłowego kształtu jądra[26][27].
- transkrypcji – aktyna uczestniczy w reorganizacji chromatyny[28][20][29][30], wpływa na regulację struktury chromatyny[31][32][33], bierze udział w inicjacji transkrypcji i oddziałuje z kompleksem transkrypcyjnym[34]. Aktyna oddziałuje zarówno z polimerazą RNA I[23], II[21], jak i III[22].
- regulacji aktywności genów – przyłączając się do regionów regulatorowych genów[35][36][37][38]. Wpływ aktyny na regulację aktywności genów wykorzystuje się m.in. w metodzie „reprogramowania molekularnego”, dzięki której zróżnicowane komórki mogą powracać do swojego stanu embrionalnego[37][39].
- przenoszeniu zaktywowanego fragmentu chromosomu z rejonu podbłonowego w rejon euchromatyny, gdzie rozpoczyna się transkrypcja. Ruch odbywa się dzięki oddziaływaniu aktyny z miozyną[40][41][42].
- różnicowaniu się mioblastów z tworzeniem się miotubuli – podczas miogenezy wzrasta poziom kompleksu aktyny z emeryną, co wskazuje na równoległą regulację emeryny, aktyny i lamin w trakcie tego procesu[24][43].
- integracji przedziałów komórkowych – cytoplazmy i jądra. Aktyna jest cząsteczką sygnałową, integrującą cytoplazmatyczny i jądrowy szlak przekazywania informacji[44]. Przykład stanowi aktywacja szlaku sygnałowego w odpowiedzi na stymulację komórek surowicą in vitro[45][46][47].

Dzięki swojej zdolności do zmian konformacyjnych i oddziaływań z wieloma białkami aktyna pełni rolę regulatora tworzenia się i aktywności kompleksów białkowych np. kompleksu transkrypcyjnego.